# Antonín Prchal
Antonín Prchal (7. května 1923 Jihlava – 20. května 1996 Praha) byl příslušník Státní bezpečnosti, na přelomu let 1951 a 1952 krátce její velitel. StB zůstala v jeho působnosti jako náměstka ministra národní bezpečnosti (1952–1953) a prvního náměstka ministra vnitra (1953–1956). Podílel se na provokacích StB (akce Kámen) a vykonstruovaných procesech (proces se Slánským). V roce 1963 byl za svou účast na nezákonných praktikách StB odsouzen k šesti letům vězení, ale již následujícího roku propuštěn. Pod pseudonymem Ivan Gariš se v období normalizace prosadil jako autor špionážních a detektivních próz a filmových scénářů.

## Mládí
Absolvoval dvouletou obchodní školu v Jihlavě, studium pelhřimovské obchodní akademie v letech 1941–1944 nedokončil. Do dubna 1945 byl totálně nasazen v pobočce BMW ve Starých Horách. Koncem druhé světové války se stal členem odbojové skupiny vedené Milanem Moučkou, pozdějším vyšetřovatelem StB. Skupina začala být aktivní až v době květnového povstání. V květnu 1945 se stal Prchal velitelem Revolučních gard v Jihlavě, 21. května vstoupil do komunistické strany.
Podle Josefa Frolíka byl Prchal „mladík s podezřelou minulostí a rozsáhlým kriminálním rejstříkem“, o kterém „staří příslušníci kriminální služby vyprávěli, že byl ve válce pasákem a že profesionálně tančil v Lucerna baru“ a který „měl prý úzké kontakty k SS-Obersturmbannführerovi Wilhelmu Leimerovi“. Frolíkova věrohodnost je však zpochybňována. Podle Petra Placáka nebyla Prchalova činnost za okupace „nikdy objasněna“ a „o Prchalově protektorátním působení by mohla svědčit i jeho služební horlivost a poválečná aktivita, včetně terorizování bezbranných civilních obyvatel německé národnosti – starců, žen a dětí“.

## Kariéra v bezpečnostních složkách

### ZOB II.
Od 6. června 1945 byl příslušníkem jihlavské oblastní zpravodajské pobočky Zemského odboru bezpečnosti II. (ZOB II.) v Brně, který byl ovládán komunisty. Působil ve zvláštní skupině, která vytvářela agenturní sítě v nekomunistických stranách Národní fronty. Používal krycí jméno Ivan Gariš.

### Státní bezpečnost
Počátkem února 1948 byl převelen na pražské ústředí Státní bezpečnosti. Na komunistickém převratu se podílel jako stranický instruktor pro okres Třebíč, za což byl vyznamenán Řádem 25. února. Stal se členem skupiny, která měla za úkol školit a kontrolovat oblastní úřadovny a krajské pobočky StB. Získal tak vliv na personální složení a způsoby práce StB. Jeho kariéra pokračovala ve IV. sektoru, který se zabýval sledováním, později i speciálními operacemi, jako např. provokační akcí Kámen. Prchal se stal zástupcem velitele sektoru, fakticky ho ale řídil sám.
Jako velitel zvláštního útvaru „Modřín“, podřízeného přímo ministru národní bezpečnosti Ladislavu Kopřivovi, byl pověřen provedením čistky, při které bylo na konci ledna 1951 zatčeno prakticky celé dosavadní vedení Státní bezpečnosti: velitel Osvald Závodský, náměstek ministra národní bezpečnosti Josef Pavel a většina náčelníků sektorů. Novým velitelem StB se stal Jaroslav Hora. Prchal byl 5. února 1951 jmenován jeho I. zástupcem, na přelomu let 1951 a 1952 ho ve funkci nahradil.

### Náměstkem ministra
Dne 12. února 1952 byl Prchal jmenován náměstkem ministra národní bezpečnosti. Státní bezpečnost zůstala dále pod jeho kontrolou. Podílel se na přípravě vykonstruovaných procesů s nejvyššími státními a stranickými představiteli. Osobně se zúčastnil zatýkání (např. Otto Šlinga a Rudolfa Slánského) a výslechů s použitím násilí. Za přípravu procesu se Slánským byl 24. dubna 1953 odměněn Řádem republiky.
Po sloučení ministerstev národní bezpečnosti a vnitra se stal Prchal 14. září 1953 prvním náměstkem nového ministra vnitra Rudolfa Baráka. Ačkoliv šlo o formální povýšení, jeho moc byla omezena a ztratil kontrolu nad některými částmi StB. Barák postupně posiloval na ministerstvu svou pozici, což způsobilo spory s Prchalem. Ty nakonec vedly k Prchalovu odvolání z funkce na začátku dubna 1956. Dalším důvodem pro odvolání byla jeho účast na čistkách mezi představiteli KSČ.

### Hodnostní postup
údaje dle Securitas Imperii
- do 1948 – smluvní bezpečnostní orgán
- 1948 – nadporučík
- 1949 – kapitán
- 1. ledna 1951 – štábní kapitán
- 1. dubna 1951 – major
- 1. března 1952 – plukovník

## Po odchodu do civilu
Na základě usnesení politbyra ÚV KSČ byl Prchal jmenován vedoucím bezpečnostního oddělení Spojených oceláren v Kladně. Roku 1962 byl zatčen a obviněn z trestných činů obecného ohrožení a porušování povinností veřejného činitele, kterých se měl v 50. letech dopustit při vyšetřování zatčených představitelů KSČ. Na zasedání ÚV KSČ, které se konalo ve dnech 3.–4. dubna 1963, byl z KSČ vyloučen, protože nesl „osobní odpovědnost za zavádění nezákonných metod do vyšetřovací a soudní praxe". V červenci 1963 Nejvyšší soud odsoudil Prchala k šesti letům vězení, ale již v roce 1964 byl předčasně propuštěn.
Krátce pracoval jako dělník, pak byl reklamním pracovníkem Československých cirkusů a v letech 1965–1969 vedoucím dopravy Drogerie Praha. Od roku 1969 byl vedoucím odboru podniku zahraničního obchodu Škodaexport. Do důchodu odešel v roce 1984.

## Literární činnost
V předválečném období publikoval básně ve Studentském časopise, po válce přispíval do deníků Svoboda a Práce a týdeníku Mladý svět. V období normalizace se stal relativně úspěšným autorem špionážních a detektivních próz a filmových scénářů. Jako literární pseudonym používal své staré krycí jméno Ivan Gariš.
Největší ohlas získala série pěti televizních komedií, natočená podle Prchalových scénářů režisérem Hynkem Bočanem v letech 1982–1989. Bývá stále zařazována do programu českých televizí a pod názvem Šéfové byla vydána na DVD.

### Beletrie
údaje dle Slovníku české literatury po roce 1945
- Cesty mužů (1973)
- Akce v Istanbulu (1974)
- Smaragdový den (1977)
- Léto s Venuší (1980)
- Kdo přichází před půlnocí (1985)
- Ples v hotelu Slunce (1985)

### Scénáře
údaje dle Slovníku české literatury po roce 1945

#### Filmy
- Člověk není sám (1972, režie Josef Mach, spoluautoři scénáře Josef Picek a Josef Mach)
- Cesty mužů (1972, režie Ivo Toman, spoluautoři scénáře Josef Picek a Ivo Toman)
- Noc oranžových ohňů (1975, režie Zbyněk Brynych, spoluautor scénáře Zbyněk Brynych)
- Akce v Istanbulu (1975, režie Vladimír Čech, spoluautoři scénáře Zbyněk Brynych a Vladimír Čech)
- Kdo přichází před půlnocí (1979, režie Zbyněk Brynych, spoluautor scénáře Zbyněk Brynych)
- Buldoci a třešně (1981, režie Juraj Herz, spoluautor scénáře Juraj Herz; Prchal si zahrál roli mafiána)

#### Televizní filmy
- Dnes v noci hvězdy nezhasnou (1979, režie Evžen Němec)
- cyklus televizních komedií Šéfe, to je věc! (1982), Šéfe, vrať se! (1984), Šéfe, jdeme na to! (1984), Na dvoře je kůň, šéfe! (1988) a V tomhle zámku straší, šéfe! (1989), režie Hynek Bočan

#### Televizní seriály
- Ve znamení Merkura (1978, režie František Filip)
- Případy podporučíka Haniky (1989, vysíláno 1992, režie Dušan Klein)
- Případ pro zvláštní skupinu (1989, vysíláno 2003, režie Jaroslav Dudek)

## Rodina
Jeho bratr Karel Prchal byl v letech 1971–1976 předsedou městského národního výboru v Jihlavě. Nesl velký díl odpovědnosti za likvidaci Kreclu, bloku historických středověkých domů v centru Jihlavy.
S manželkou Miladou rozenou Šebestovou (* 1924) měl syna Antonína Prchala mladšího (* 1949), který také sloužil ve Státní bezpečnosti. Dosáhl hodnosti majora, stejně jako jeho manželka Eva. V roce 1989 se podílel na zbití tehdejšího disidenta Petra Placáka, za což byl 24. února 2014 odsouzen k jednomu a půl roku vězení.